# Кретон, Жан
Жан Кретон (англ. Jean Creton, до 1386 — около 1420) — французский рыцарь, историк и поэт. Получил известность в качестве автора рифмованной хроники, в которой описал своё путешествие в 1399 году в Англию, где он стал очевидцем свержения короля Ричарда II его двоюродным братом Генри Болингброком, основавшим династию Ланкастеров.

## Биография
Ранняя биография почти неизвестна, возможно, происходил из Иль-де-Франс. В 1386 году, в юном возрасте, поступил на службу к герцогу Бургундскому Филиппу II Смелому. В конце XIV века служил камердинером у французского короля Карла VI Безумного.
Весной 1399 года вместе с неизвестным по имени компаньоном предпринял путешествие в «развлекательных» целях в Англию, познакомившись там с Джоном Монтегю, графом Солсбери, под командованием которого в мае того же года участвовал во втором ирландском походе Ричарда II. Спустя два месяца возвратился вместе с графом в Уэльс, ещё до возвращения в августе из Ирландии короля, получившего известие о высадке армии претендента на престол Генри Болингброка в Рейвенспуре (Йоркшир).
Остановился вместе с графом Солсбери и королём Ричардом в валлийском замке Конуи, где встретил прибывших туда позже Генри Болингброка и графа Нортумберлендского. По его собственным словам, сумел расположить к себе Болингброка, узнавшего в нём и его спутнике французов и гарантировавшего им полную безопасность.
Добровольно сопровождал в Лондон пленённого короля Ричарда II, вернувшись на континент ещё до официального его низложения, по другим данным — уже после коронации нового короля Генриха IV.
Пристрастно относясь к свергнутому Ричарду, долгое время упорно не верил известиям о его смерти, полагая, что в марте 1400 года в лондонском Соборе Св. Павла вместо тела короля выставлено было тело его капеллана Ричарда Maudelyn. А в апреле 1402 года даже совершил поездку в Шотландию для встречи с выдававшим себя за покойного короля самозванцем.
Вернулся на службу к герцогам Бургундии, детали дальнейшей карьеры и биографии неизвестны. Умер не позже 1420 года.

## Сочинения
Рифмованная хроника Кретона, отчасти напоминающая своим стилем рыцарские романы, была составлена им на французском языке уже после возвращения из Англии, между ноябрём 1401 и мартом 1402 года, по просьбе графа Солсбери, пожелавшего увековечить трагические для него события свержения короля. «Для чего я взял на себя труд выполнить обещание, которое дал ему в великой скорби и опасности, в которой его оставил», — сообщает сам Кретон. Хроника, по-видимому, не имела авторского названия, и лишь позднейший переписчик присвоил ей заглавие «Пленение и смерть Ричарда II» (англ. The Capture and Death of King Richard, фр. La Prinse et Mort du roy Richart).
Несмотря на фактические ошибки и неточности, хроника содержит достоверные свидетельства непосредственного участника и очевидца описываемых в ней событий пленения и свержения короля Ричарда II, рассказ о которых дополнен сообщениями о неудачном ирландском походе 1399 года, Крещенском заговоре против Генриха IV 6 января 1400 года, стоившем жизни графу Солсбери, о возвращении королевы Изабеллы во Францию и др.
Восстанавливая многие факты уже по памяти, Кретон не слишком объективен в описании не только личности Ричарда II, но и его противников, в частности, Генри Болингброка, который, по его утверждению, беседовал в Конуи со своим захваченным в плен двоюродным братом «со слезами на глазах», а после путешествия в столицу был «встречен лондонской толпой с таким же восторгом, как если бы это был Иисус, входящий в город». Вместе с тем, рассказывая об оммаже, принесённом Генриху английскими лордами, отмечает, что не все из них делали это искренне, осуждая, в соответствии с представлениями своей эпохи, свержение законного монарха.
Невзирая на то, что составление хроник в стихотворной форме было традиционным для западноевропейской историографии XIV—XV веков, сочинение Кретона получило известность лишь после того как было переложено в прозу, и долгое время ошибочно приписывалось епископу Сент-Асафскому (Уэльс) Джону Тревору (ум. 1410).
Наиболее полная иллюминированная рукопись хроники Кретона, датированная 1405 годом, хранится в Британской библиотеке в собрании Роберта Харли. Другие шесть манускриптов, относящиеся, в большинстве своём, к XV веку, находятся в собраниях Бодлианской библиотеки Оксфордского университета, библиотеки Ламбетского дворца (Лондон), Национальной библиотеки Франции (Париж), а также муниципальных библиотек Валансьена и Руана.
Первая полная публикация хроники в английском переводе осуществлена была в 1824 году Джоном Уэббом, включившим её в 20-й том «Британской археологии». В 1826 году она переиздана была французским историком Жаном Александром Бюшоном в 24-м томе «Собрания хроник». Новейшая академическая её публикация, подготовленная профессором Абердинского университета Лорной А. Финли по вышеназванной рукописи из собрания Харли, выпущена в 2023 году издательством Кембриджского университета.
Жан Кретон является также автором трёх баллад, сохранившихся в одной рукописи с его хроникой из Национальной библиотеки Франции (Nouvelles acquisitions françaises, 6223, f. 2-32).

## Публикации
- Histoire du roy d'Angleterre Richard, traictant particulièrement la rebellion de ses subjectz et prinse de sa personne; a rebellion de ses subjetz, printed off Bibliothèque nationale de France MS, nouvelles acquisitions fr, 6223. Translated into English by John Webb as Translation of a French metrical history of the deposition of King Richard the Second // Archaeologia or Miscellaneous tracts relating to antiquity. Society of Antiquaries. — Volume XX. — London: Printed by J. Nichols and son, 1824. — pp. 18–239.
- Jean Creton. Poeme sur la deposition de Richard II // Collection des chroniques, éd. par Jean Alexandre Buchon. — Tome 24. — Paris, 1826.
- Chronicque de la traïson et mort de Richart deux roy Dengleterre, mise en lumière d'après un manuscrit de la Bibliothèque royale de Paris, autrefois conservé dans l'Abbaye de S. Victor; avec les variantes fournies par dix autres manuscrits, des éclaircissements, et un glossaire, par Benjamin Williams. — London: English Historical Society, 1846. — xcvi, 324 p.
- Giovanni Matteo Roccati (éd.) Trois ballades politiques inédites de Jean Creton (xve siècle) // Lingua, cultura e testo. Miscellanea di studi francesi in onore di Sergio Cigada. Enrica Galazzi et Giuseppe Bernardelli (dir.). — Milan: Vita e Pensiero, 2003. — Tome II. — pp. 1099–1110.
- La Prinse et mort du Roy Richart d'Angleterre, based on British Library MS Harley 1319, and Other Works by Jehan Creton. Edited by Lorna A. Finlay. — Cambridge University Press, 2023. — 480 p. — (Camden Fifth Series, 65) — ISBN 978-1009387248.